# Train of Thought
Train of Thought es el séptimo álbum de duración completa del grupo de metal progresivo Dream Theater. Fue publicado en 2003 y se trata probablemente del álbum más pesado de la banda. Buscando una grabación esencialmente metalera, influenciado por la respuesta a sus canciones más pesadas en giras (probablemente también influenciado por las versiones en vivo de "Master of Puppets" y "The Number of the Beast"), es ampliamente considerado como su álbum más pesado hasta la fecha, con algunos incluso llamándolo el 'álbum pesado'. La composición pesada ha dejado a muchos de los fanes divididos: algunos fanes veteranos de la banda prefieren el sonido más progresivo, como el que contiene Images and Words; sin embargo, los fanes más nuevos tienden a disfrutar el lado pesado de Dream Theater un poco más. A pesar de ello, el álbum fue bastante bien recibido. Sorprendentemente, los 7 temas de este álbum fueron creados en tan solo 3 semanas.

## Lista de canciones
1. "As I Am" (7:47) (música de Dream Theater, letra de Petrucci)
2. "This Dying Soul" (11:28) (Dream Theater, Portnoy)
  - IV. "Reflections of Reality" (Revisited) - 6:31
  - V. "Release" - 4:57
3. "Endless Sacrifice" (11:23) (Dream Theater, Petrucci)
4. "Honor Thy Father" (10:14) (Dream Theater, Portnoy)
5. "Vacant" (2:58) (Dream Theater, LaBrie)
6. "Stream of Consciousness" (11:16) (Dream Theater, instrumental)
7. "In the Name of God" (14:14) (Dream Theater, Petrucci)

## Intérpretes
- James LaBrie  – voz principal.
- John Petrucci – guitarras, segundas voces, producción.
- Jordan Rudess – teclados.
- John Myung    – bajo.
- Mike Portnoy  – batería, segundas voces, producción.

### Adicionales
- Eugene Friesen - chelo en "Vacant".

## Trivia
- El canto/himno al final de "In the Name of God" es el himno de la guerra civil americana "Battle Hymn of the Republic".

- "Honor Thy Father" fue escrita acerca del padrastro de Mike Portnoy. Cuando se le preguntó sobre qué lo inspiró a escribir esa canción, declaró en un chat de IRC: "No soy muy bueno escribiendo canciones de amor, así que decidí escribir una canción de ODIO!!".[3]

- Entre 05:51 y 06:07 de la canción "In the Name of God", había una composición escondida enterrada bajo los sonidos más audibles de la canción en sí, que permaneció sin descubrir durante año y medio. Los miembros de la banda no le dijeron a nadie que había un "nugget" escondido en la canción, y fue sólo cuando Mike Portnoy lo mencionó en su DVD de Drum-Cam, Mike Portnoy: Live at Budokan, más de un año después, que alguien lo encontró. El foro de mensajes de Mike Portnoy se llenó de fanes escudriñando la canción, hasta que un fan con el seudónimo "Darryl Revok" mencionó que entre 05:51 y 06:07 parecía haber un código morse audible, que luego Nick Bogovich (nombre de usuario "Bogie") aisló y descubrió que traducido al inglés el resultado era la frase "eat my ass and balls" (una frase de Mike Portnoy).[4]

- Hay algunas conexiones obvias entre los álbumes previos y siguientes de la banda:
  - El álbum tiene siete canciones, mientras que su predecesor (Six Degrees of Inner Turbulence) tiene seis, y su sucesor (Octavarium) tiene ocho.
  - La primera canción, "As I Am" comienza con el acorde orquestal final de "Six Degrees of Inner Turbulence", y la nota final del piano en "In the Name of God" es la primera nota de "The Root of All Evil" de Octavarium.
  - "This Dying Soul" continua la suite de Mike Portnoy con respecto al alcoholismo, comenzada con "The Glass Prison" del Six Degrees of Inner Turbulence y luego continuada con "The Root of All Evil" del Octavarium, con "Repetance" en Systematic Chaos y por último con "The Shattered Fortress" del Black Clouds & Silver Linings Los temas comparten algunas de las letras y melodías.
- En "This Dying Soul", comenzando en 7:15, el riff e interpretación vocal recuerdan a las estrofas del tema "Blackened" de Metallica. No se ha confirmado si esto es intencional o no.
- Las letras de "In the Name of God" son una posible referencia a David Koresh y los davidianos.
- Contiene la mayor cantidad de palabrotas en un álbum de Dream Theater hasta la fecha (4 palabras).
- "Stream of Consciousness" es el tema instrumental más largo de Dream Theater hasta la fecha (sin contar los arreglos en vivo como "Instrumedley").
- En "As I Am" aproximadamente en 03:34 aparece la palabra "fucked" pero en el disco "Greatest Hit (And 21 other pretty cool songs)" está censurada.
- La progresión de acordes de "As I Am" desde la intro recuerdan a "Enter Sandman" de Metallica, la intro acústica que se va poniendo cada vez más pesada y deriva en el riff principal, incluso los intervalos son similares. Esto podría ser otro caso del tributo de Dream Theater hacia una de sus influencias musicales, tal como "Solitary Shell" en "Six Degrees of Inner Turbulence", siendo esta un tributo a Peter Gabriel y Yes.
- "Honor Thy Father" incluye sonidos de la película Magnolia.
- Jordan Rudess tocó la nota final en el álbum ("In The Name of God", minuto 14:08) con su nariz, como se muestra en el documental Making The Train of Thought. Mike Portnoy aprobó la toma del video cuando filmaba.
- El nombre del álbum, "Train of Thought" (que también puede ser escrito como: "7rain of 7hough7") tiene 14 letras al igual que el nombre de su séptima canción: "In The Name of God" que dura 14:14; también múltiplos de 7, el mismo número de pistas que contiene el disco.

## Actuación en las carteleras
- Billboard 200: Train of Thought - #53
- Billboard Top Internet Albums: Train of Thought - #53